# Súsanna Kathrina Jacobsen
Súsanna Kathrina Jacobsen, coneguda també pel seu nom de casada Sanna av Skarði, (Tórshavn, 19 d'abril de 1876 - Tórshavn, 12 de febrer de 1978) va ser una educadora i professora feroesa.
Sanna av Skarði, era filla de Jacob Jacobsen i Elsebeth Djonesen. El 1901 es va casar amb Símun av Skarði, que dos anys abans havia fundat l'escola per adults Føroya Fólkaháskúli a Klaksvík juntament amb la seva germana Anna Suffía Rasmussen i el seu cunyat Rasmus Rasmussen. Amb el seu marit, va formar part del cos docent de l'escola. El 1908, després de set anys de matrimoni, Sanna i Símun van tenir el seu primer fill, la futura periodista Sigrið av Skarði Joensen, i tres anys després el segon, Jóhannes av Skarði, que esdevindrà un reconegut lingüista. Va morir a Tórshavn el 1978 a la venerable edat de 101 anys.
L'any 2000 va ser representada en un segell feroès juntament amb la seva cunyada Anna Suffía Rasmussen. A part de l'autoretrat de Ruth Smith, aquest és l'únic segell feroès que representa a dones locals que han obtingut notorietat.